# Borá-de-canudo
Tetragona truncata (nome popular: borá de canudo ou pito de macaco) é uma abelha social da tribo dos meliponíneos. É muito parecida com a abelha borá (Tetragona clavipes), mas uma das suas diferenças é que ela faz um canudo na sua entrada. Outra diferença, segundo criadores, é que ela é mansa. É uma abelha bastante rara na natureza.
Ocorre na região do Amazonas, Goiás, Maranhão, Mato Grosso, Pará e Roraima.